# Liste der UEFA-Champions-League-Endspiele

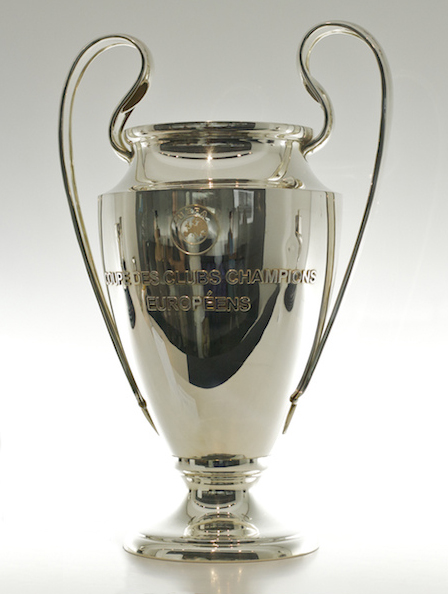
Die Trophäe der UEFA Champions League

Die Liste der UEFA-Champions-League-Endspiele enthält alle Finalbegegnungen seit Einführung des Wettbewerbs als Europapokal der Landesmeister in der Saison 1955/56.

## Die Endspiele im Überblick
| Saison  | Stadion                       | Stadt     | Sieger              | Ergebnis              | Finalist                 |
| ------- | ----------------------------- | --------- | ------------------- | --------------------- | ------------------------ |
| 1955/56 | Parc des Princes              | Paris     | Real Madrid         | 4:3                   | Stade Reims              |
| 1956/57 | Estadio Santiago Bernabéu     | Madrid    | Real Madrid         | 2:0                   | AC Florenz               |
| 1957/58 | Heysel-Stadion                | Brüssel   | Real Madrid         | 3:2 n. V.             | AC Mailand               |
| 1958/59 | Neckarstadion                 | Stuttgart | Real Madrid         | 2:0                   | Stade Reims              |
| 1959/60 | Hampden Park                  | Glasgow   | Real Madrid         | 7:3                   | Eintracht Frankfurt      |
| 1960/61 | Wankdorfstadion               | Bern      | Benfica Lissabon    | 3:2                   | FC Barcelona             |
| 1961/62 | Olympiastadion                | Amsterdam | Benfica Lissabon    | 5:3                   | Real Madrid              |
| 1962/63 | Wembley-Stadion               | London    | AC Mailand          | 2:1                   | Benfica Lissabon         |
| 1963/64 | Praterstadion                 | Wien      | Inter Mailand       | 3:1                   | Real Madrid              |
| 1964/65 | San Siro                      | Mailand   | Inter Mailand       | 1:0                   | Benfica Lissabon         |
| 1965/66 | Heysel-Stadion                | Brüssel   | Real Madrid         | 2:1                   | Partizan Belgrad         |
| 1966/67 | Estádio Nacional              | Lissabon  | Celtic Glasgow      | 2:1                   | Inter Mailand            |
| 1967/68 | Wembley-Stadion               | London    | Manchester United   | 4:1 n. V.             | Benfica Lissabon         |
| 1968/69 | Estadio Santiago Bernabéu     | Madrid    | AC Mailand          | 4:1                   | Ajax Amsterdam           |
| 1969/70 | San Siro                      | Mailand   | Feyenoord Rotterdam | 2:1 n. V.             | Celtic Glasgow           |
| 1970/71 | Wembley-Stadion               | London    | Ajax Amsterdam      | 2:0                   | Panathinaikos Athen      |
| 1971/72 | De Kuip                       | Rotterdam | Ajax Amsterdam      | 2:0                   | Inter Mailand            |
| 1972/73 | Stadion Roter Stern           | Belgrad   | Ajax Amsterdam      | 1:0                   | Juventus Turin           |
| 1973/74 | Heysel-Stadion                | Brüssel   | FC Bayern München   | 1:1 n. V. / 4:0       | Atlético Madrid          |
| 1974/75 | Parc des Princes              | Paris     | FC Bayern München   | 2:0                   | Leeds United             |
| 1975/76 | Hampden Park                  | Glasgow   | FC Bayern München   | 1:0                   | AS Saint-Étienne         |
| 1976/77 | Olympiastadion                | Rom       | FC Liverpool        | 3:1                   | Borussia Mönchengladbach |
| 1977/78 | Wembley-Stadion               | London    | FC Liverpool        | 1:0                   | FC Brügge                |
| 1978/79 | Olympiastadion                | München   | Nottingham Forest   | 1:0                   | Malmö FF                 |
| 1979/80 | Estadio Santiago Bernabéu     | Madrid    | Nottingham Forest   | 1:0                   | Hamburger SV             |
| 1980/81 | Parc des Princes              | Paris     | FC Liverpool        | 1:0                   | Real Madrid              |
| 1981/82 | De Kuip                       | Rotterdam | Aston Villa         | 1:0                   | FC Bayern München        |
| 1982/83 | Olympiastadion                | Athen     | Hamburger SV        | 1:0                   | Juventus Turin           |
| 1983/84 | Olympiastadion                | Rom       | FC Liverpool        | 1:1 n. V. / 4:2 i. E. | AS Rom                   |
| 1984/85 | Heysel-Stadion                | Brüssel   | Juventus Turin      | 1:0                   | FC Liverpool             |
| 1985/86 | Estadio Ramón Sánchez Pizjuán | Sevilla   | Steaua Bukarest     | 0:0 n. V. / 2:0 i. E. | FC Barcelona             |
| 1986/87 | Praterstadion                 | Wien      | FC Porto            | 2:1                   | FC Bayern München        |
| 1987/88 | Neckarstadion                 | Stuttgart | PSV Eindhoven       | 0:0 n. V. / 6:5 i. E. | Benfica Lissabon         |
| 1988/89 | Camp Nou                      | Barcelona | AC Mailand          | 4:0                   | Steaua Bukarest          |
| 1989/90 | Praterstadion                 | Wien      | AC Mailand          | 1:0                   | Benfica Lissabon         |
| 1990/91 | Stadio San Nicola             | Bari      | Roter Stern Belgrad | 0:0 n. V. / 5:3 i. E. | Olympique Marseille      |
| 1991/92 | Wembley-Stadion               | London    | FC Barcelona        | 1:0 n. V.             | Sampdoria Genua          |

| Saison  | Stadion                                         | Stadt            | Sieger              | Ergebnis              | Finalist            |
| ------- | ----------------------------------------------- | ---------------- | ------------------- | --------------------- | ------------------- |
| 1992/93 | Olympiastadion                                  | München          | Olympique Marseille | 1:0                   | AC Mailand          |
| 1993/94 | Olympiastadion                                  | Athen            | AC Mailand          | 4:0                   | FC Barcelona        |
| 1994/95 | Ernst-Happel-Stadion                            | Wien             | Ajax Amsterdam      | 1:0                   | AC Mailand          |
| 1995/96 | Olympiastadion                                  | Rom              | Juventus Turin      | 1:1 n. V. / 4:2 i. E. | Ajax Amsterdam      |
| 1996/97 | Olympiastadion                                  | München          | Borussia Dortmund   | 3:1                   | Juventus Turin      |
| 1997/98 | Amsterdam Arena                                 | Amsterdam        | Real Madrid         | 1:0                   | Juventus Turin      |
| 1998/99 | Camp Nou                                        | Barcelona        | Manchester United   | 2:1                   | FC Bayern München   |
| 1999/00 | Stade de France                                 | Saint-Denis      | Real Madrid         | 3:0                   | FC Valencia         |
| 2000/01 | Giuseppe-Meazza-Stadion                         | Mailand          | FC Bayern München   | 1:1 n. V. / 5:4 i. E. | FC Valencia         |
| 2001/02 | Hampden Park                                    | Glasgow          | Real Madrid         | 2:1                   | Bayer 04 Leverkusen |
| 2002/03 | Old Trafford                                    | Manchester       | AC Mailand          | 0:0 n. V. / 3:2 i. E. | Juventus Turin      |
| 2003/04 | Arena AufSchalke                                | Gelsenkirchen    | FC Porto            | 3:0                   | AS Monaco           |
| 2004/05 | Atatürk-Olympiastadion                          | Istanbul         | FC Liverpool        | 3:3 n. V. / 3:2 i. E. | AC Mailand          |
| 2005/06 | Stade de France                                 | Saint-Denis      | FC Barcelona        | 2:1                   | FC Arsenal          |
| 2006/07 | Olympiastadion                                  | Athen            | AC Mailand          | 2:1                   | FC Liverpool        |
| 2007/08 | Olympiastadion Luschniki                        | Moskau           | Manchester United   | 1:1 n. V. / 6:5 i.E.  | FC Chelsea          |
| 2008/09 | Olympiastadion                                  | Rom              | FC Barcelona        | 2:0                   | Manchester United   |
| 2009/10 | Estadio Santiago Bernabéu                       | Madrid           | Inter Mailand       | 2:0                   | FC Bayern München   |
| 2010/11 | Wembley-Stadion                                 | London           | FC Barcelona        | 3:1                   | Manchester United   |
| 2011/12 | Allianz Arena                                   | München          | FC Chelsea          | 1:1 n. V. / 4:3 i.E.  | FC Bayern München   |
| 2012/13 | Wembley-Stadion                                 | London           | FC Bayern München   | 2:1                   | Borussia Dortmund   |
| 2013/14 | Estádio da Luz                                  | Lissabon         | Real Madrid         | 4:1 n. V.             | Atlético Madrid     |
| 2014/15 | Olympiastadion                                  | Berlin           | FC Barcelona        | 3:1                   | Juventus Turin      |
| 2015/16 | Giuseppe-Meazza-Stadion                         | Mailand          | Real Madrid         | 1:1 n. V. / 5:3 i.E.  | Atlético Madrid     |
| 2016/17 | Millennium Stadium                              | Cardiff          | Real Madrid         | 4:1                   | Juventus Turin      |
| 2017/18 | Olympiastadion                                  | Kiew             | Real Madrid         | 3:1                   | FC Liverpool        |
| 2018/19 | Estadio Metropolitano                           | Madrid           | FC Liverpool        | 2:0                   | Tottenham Hotspur   |
| 2019/20 | Estádio da Luz                                  | Lissabon         | FC Bayern München   | 1:0                   | Paris Saint-Germain |
| 2020/21 | Estádio do Dragão                               | Porto            | FC Chelsea          | 1:0                   | Manchester City     |
| 2021/22 | Stade de France                                 | Saint-Denis      | Real Madrid         | 1:0                   | FC Liverpool        |
| 2022/23 | Atatürk-Olympiastadion                          | Istanbul         | Manchester City     | 1:0                   | Inter Mailand       |
| 2023/24 | Wembley-Stadion                                 | London           | Real Madrid         | 2:0                   | Borussia Dortmund   |
| 2024/25 | Allianz Arena                                   | München          | Paris Saint-Germain | 5:0                   | Inter Mailand       |
| 2025/26 | Puskás Aréna                                    | Budapest         |                     | -:-                   |                     |
| 2026/27 | Nationalstadion Baku oder Estadio Metropolitano | Baku oder Madrid |                     | -:-                   |                     |

## Varia

### Mannschaften
Elf Vereine erreichten das Finale bei ihrer ersten Teilnahme: Real Madrid und Stade Reims (1955/56 bei der ersten Austragung), AC Florenz (1956/57 nach dem ersten Meistertitel in Italien), Eintracht Frankfurt (1959/60, nach der bis dato einzigen deutschen Meisterschaft), Inter Mailand (1963/64), Celtic Glasgow (1966/67), Nottingham Forest (1978/79, nach dem bis dato einzigen englischen Meistertitel), Hamburger SV (1979/80), Aston Villa (1981/82), AS Rom (1983/84) und Sampdoria Genua (1991/92, nach dem bis dato einzigen Meistertitel in Italien).
Der AC Mailand, Ajax Amsterdam, der Hamburger SV, Olympique Marseille, der FC Chelsea, Manchester City und Paris Saint-Germain gewannen ihren ersten Titel auf den zweiten Versuch nach jeweils einer früheren Finalniederlage, Juventus Turin und der FC Barcelona erst auf den dritten Versuch nach zwei verlorenen Endspielen. Alle übrigen Titelträger erreichten ihren ersten Sieg bereits bei der ersten Finalteilnahme.
21-mal konnte der Titelverteidiger das Endspiel im Folgejahr erneut erreichen. Mit sechs Mal schaffte dies am häufigsten Real Madrid. Viermal in den Anfangsjahren des Landesmeisterpokals (1956/57–1959/60) und 2016/17, bei der einer Mannschaft nach 27 Jahren wieder die Titelverteidigung gelang sowie 2017/18. Je einmal ihren Titel nicht verteidigen konnten Benfica Lissabon, der FC Liverpool, der AC Mailand, Juventus Turin, Manchester United und Ajax Amsterdam. Fünfmal konnte der unterlegene Finalist im Folgejahr wieder das Finale erreichen: dem AC Mailand (1993/94), dem FC Bayern München (2012/13) und dem FC Liverpool (2018/19) gelang danach der Titelgewinn, Juventus Turin (1997/98) und der FC Valencia (2000/01) verloren dagegen erneut.
Einzig die Partie Real Madrid gegen den FC Liverpool wurde dreimal als Endspiel ausgetragen. Dabei siegte der FC Liverpool 1980/81, Real Madrid 2017/18 sowie 2021/22. Acht Finalpaarungen gab es im Laufe der Geschichte doppelt. Viermal kam es dabei zu einer geglückten Revanche: Ajax Amsterdam gewann und verlor jeweils ein Finale gegen Juventus Turin und den AC Mailand, der FC Liverpool gewann und verlor je ein Endspiel gegen Real Madrid und ebenfalls gegen den AC Mailand. Fünfmal missglückte die Revanche und führte zu einer zweiten Niederlage gegen denselben Verein: Stade Reims, Atlético Madrid und Juventus Turin verloren erneut gegen Real Madrid, Manchester United gegen den FC Barcelona und Benfica Lissabon gegen den AC Mailand.
Am häufigsten nacheinander standen Vereine aus Spanien (siebenmal, 1955/56 bis 1961/62) und Italien (siebenmal, 1991/92 bis 1997/98) im Finale. Am häufigsten nacheinander gewannen englische Vereine den Titel (sechsmal, 1976/77 bis 1981/82), verloren allerdings auch am häufigsten nacheinander das Finale (viermal, 2005/06 bis 2008/09).
Am häufigsten gab es italienisch-spanische Duelle (achtmal). Achtmal standen sich Klubs aus demselben Land im Finale gegenüber: 2000 Real Madrid und der FC Valencia aus Spanien, 2003 der AC Mailand und Juventus Turin aus Italien, 2008 Manchester United und der FC Chelsea aus England sowie 2013 der FC Bayern München und Borussia Dortmund aus Deutschland; 2014 kam es zwischen Real und Atlético Madrid zum ersten stadtinternen Finalduell, welches sich 2016 wiederholte. 2019 und 2021 gab es zwischen dem FC Liverpool und Tottenham Hotspur bzw. dem FC Chelsea und Manchester City zwei weitere rein englische Finals.

### Ergebnisse und Tore
Von den 66 bisher ausgetragenen Endspielen gingen 17 in die Verlängerung. Fünf wurden durch diese entschieden, elf Endspiele erst durch ein anschließendes Elfmeterschießen. 1974 wurde zum einzigen Mal ein Wiederholungsspiel angesetzt, da zu dieser Zeit ein Elfmeterschießen noch nicht zum Reglement gehörte.
16-mal endete das Endspiel mit einem Ergebnis von 1:0, zehnmal mit 2:1 und neunmal mit 2:0.
Die meisten Tore in Endspielen erzielten Alfredo Di Stéfano und Ferenc Puskás. Beide erzielten je 7 Tore für Real Madrid, wobei Puskás der bisher einzige Spieler ist, dem 1960 beim 7:3 gegen Eintracht Frankfurt vier Tore in einem Endspiel und ein „lupenreiner“ Hattrick gelangen. Dieses Spiel war außerdem das torreichste Endspiel des Wettbewerbs überhaupt.

### Austragungsorte
Insgesamt zwölfmal bestritt eine Mannschaft im eigenen Land das Finale, viermal davon sogar im eigenen Stadion, mit einer Bilanz von sieben Siegen und fünf Niederlagen. 1967/68 gewann Manchester United sowie 1977/78 der FC Liverpool in London, 1971/72 Ajax Amsterdam in Rotterdam, 1995/96 Juventus Turin in Rom sowie 1996/97 Borussia Dortmund in München. Zudem gewannen als Titelverteidiger Real Madrid 1956/57 sowie Inter Mailand 1964/65 im eigenen Stadion den Pokal.
1955/56 verlor Stade Reims in Paris, 1985/86 der FC Barcelona in Sevilla sowie 2010/11 Manchester United in London. AS Rom 1983/84 sowie der FC Bayern München 2011/12 verloren in ihrem jeweiligen Heimstadion.
Jeweils zwei Titel gewann Real Madrid in Brüssel bzw. in Glasgow, der AC Mailand in Athen, der FC Liverpool in Rom sowie der FC Barcelona in London. In London verloren Benfica Lissabon und Borussia Dortmund als einzige Mannschaften bisher zweimal in derselben Stadt.

## Ranglisten der Austragungsorte
Stand: Nach dem Endspiel 2025
Häufigster Austragungsort mit bisher acht Endspielen ist das Wembley-Stadion in London, davon fünf im alten Wembley-Stadion. London ist damit auch häufigster Austragungsort. Neun Endspiele fanden bisher in Deutschland, England und Italien statt, in Spanien bislang acht, in Österreich vier und in der Schweiz eines. Gelistet werden nur die Austragungsorte, an denen mindestens zweimal ein Finale stattfand. Das Wiederholungsspiel 1974 im Brüsseler Heysel-Stadion wird in den Ranglisten nicht berücksichtigt, feststehende künftige Austragungsorte sind in den Ranglisten bereits enthalten.
| Rang | Stadion                              | Austr.    |
| ---- | ------------------------------------ | --------- |
| 01   | Wembley-Stadion (alt / neu)          | 8 (5 / 3) |
| 02   | Estadio Santiago Bernabéu            | 4         |
|      | Heysel-Stadion                       | 4         |
|      | Olympiastadion Rom                   | 4         |
|      | Praterstadion / Ernst-Happel-Stadion | 4         |
|      | San Siro / Giuseppe-Meazza-Stadion   | 4         |
| 07   | Hampden Park                         | 3         |
|      | Olympiastadion München               | 3         |
|      | Olympiastadion Athen                 | 3         |
|      | Parc des Princes                     | 3         |
| 11   | Neckarstadion                        | 2         |
|      | Camp Nou                             | 2         |
|      | De Kuip                              | 2         |
|      | Stade de France                      | 2         |
|      | Estádio da Luz                       | 2         |
|      | Atatürk-Olympiastadion               | 2         |
|      | Allianz Arena                        | 2         |

| Rang | Stadt       | Austr. |
| ---- | ----------- | ------ |
| 01   | London      | 8      |
| 02   | Madrid      | 5      |
|      | München     | 5      |
| 04   | Brüssel     | 4      |
|      | Rom         | 4      |
|      | Wien        | 4      |
|      | Mailand     | 4      |
| 08   | Athen       | 3      |
|      | Glasgow     | 3      |
|      | Lissabon    | 3      |
|      | Paris       | 3      |
| 12   | Amsterdam   | 2      |
|      | Rotterdam   | 2      |
|      | Stuttgart   | 2      |
|      | Barcelona   | 2      |
|      | Saint-Denis | 2      |
|      | Istanbul    | 2      |

| Rang | Land         | Austr. |
| ---- | ------------ | ------ |
| 01   | Deutschland  | 9      |
|      | England      | 9      |
|      | Italien      | 9      |
| 04   | Spanien      | 8      |
| 05   | Frankreich   | 5      |
| 06   | Portugal     | 4      |
|      | Belgien      | 4      |
|      | Niederlande  | 4      |
|      | Österreich   | 4      |
| 10   | Griechenland | 3      |
|      | Schottland   | 3      |